# Центральний стадіон (Волгоград)
Центральний стадіон — колишня багатофункціональна спортивна споруда у Волгограді, відкрита в 1962 році і проіснувала 52 роки. Стадіон в основному використовувався для проведення домашніх матчів футбольного клубу «Ротор», а також спортивних змагань, масових культурних та суспільно-політичних заходів. Був самим містким стадіоном міста і області. В 2014 році був закритий і знесений. На його місці до чемпіонату світу 2018 з футболу побудований новий футбольний стадіон — Волгоград-Арена.

## Історія
У травні 1963 року на стадіоні виступав Фідель Кастро.
У 1988 році на стадіоні пройшов «Меморіал братів Знам'янських».
У 1990 році на стадіоні з кількома концертами виступив соліст групи Deep Purple Ян Гіллан.
16 жовтня 2002 року на стадіоні пройшов матч відбіркового турніру до ЧЄ-2004 між збірними командами Росії і Албанії. Збірна Росії в цій зустрічі перемогла Збірну Албанії з рахунком 4:1.
Крім «Ротора» і провідних російських клубів на стадіоні виступали такі гранди європейського футболу як «Манчестер Юнайтед», «Нант», «Бордо», «Лаціо» та інші.

## Реконструкція
Чемпіонат Європи 2008
Планувалося реконструювати стадіон до чемпіонату Європи 2008 року. Після початку реконструкції було знесено два сектори західної трибуни, однак подальші роботи були зупинені.
У сезоні 2010 року місткість стадіону становила 12 000 чоловік.
Чемпіонат світу 2018
Волгогорад є одним з міст, що претендують на право проведення матчів Чемпіонату світу з футболу 2018. У такому випадку найвірогіднішим є проведення матчів на реконструйованому стадіоні «Центральний». За проектом реконструкції стадіон повинен вміщати 45 015 глядачів. Орієнтовна вартість проекту становить 210 млн доларів США. Однак існує пропозиція щодо будівництва стадіону у географічному центрі міста — в Радянському районі.

## Характеристики стадіону
Рік побудови: 1962
До реконструкції 2002
Місткість: 32 120
VIP: 120
Ложа преси: 59
Інформаційне табло: 1 електронне
Освітлювальні щогли: 4 штуки, 1200 люксів
Газон: природний, трав'яний
Стадіон має дві трибуни (західну і східну), поділені на 10 секторів кожна («А» — «Л»).
Реконструкція 2002
Місткість: 12 000
Після реконструкції 2017
Реконструкція: 2011–2017
Місткість: 45 015
VIP: 640
Ложа преси: 2 280
Інформаційне табло: 1 електронне
Освітлювальні щогли: 4 штуки, 2000 люкс
Газон: природний, трав'яний

## Адреса
400005, Волгоград, проспект Леніна, 76.
Проїзд: Швидкісним Трамваєм (СТ), Тролейбусами № 8, 8а, 12, Маршрутними таксі № 1с, 2с, 7к, 10а, 13К, 15с, 18, 20, 33 , 36, 46с, 53, 57, 77, 84, 88а, 99, 114а, 123, 160 до зупинки «Центральний стадіон».
.